# Úplněk

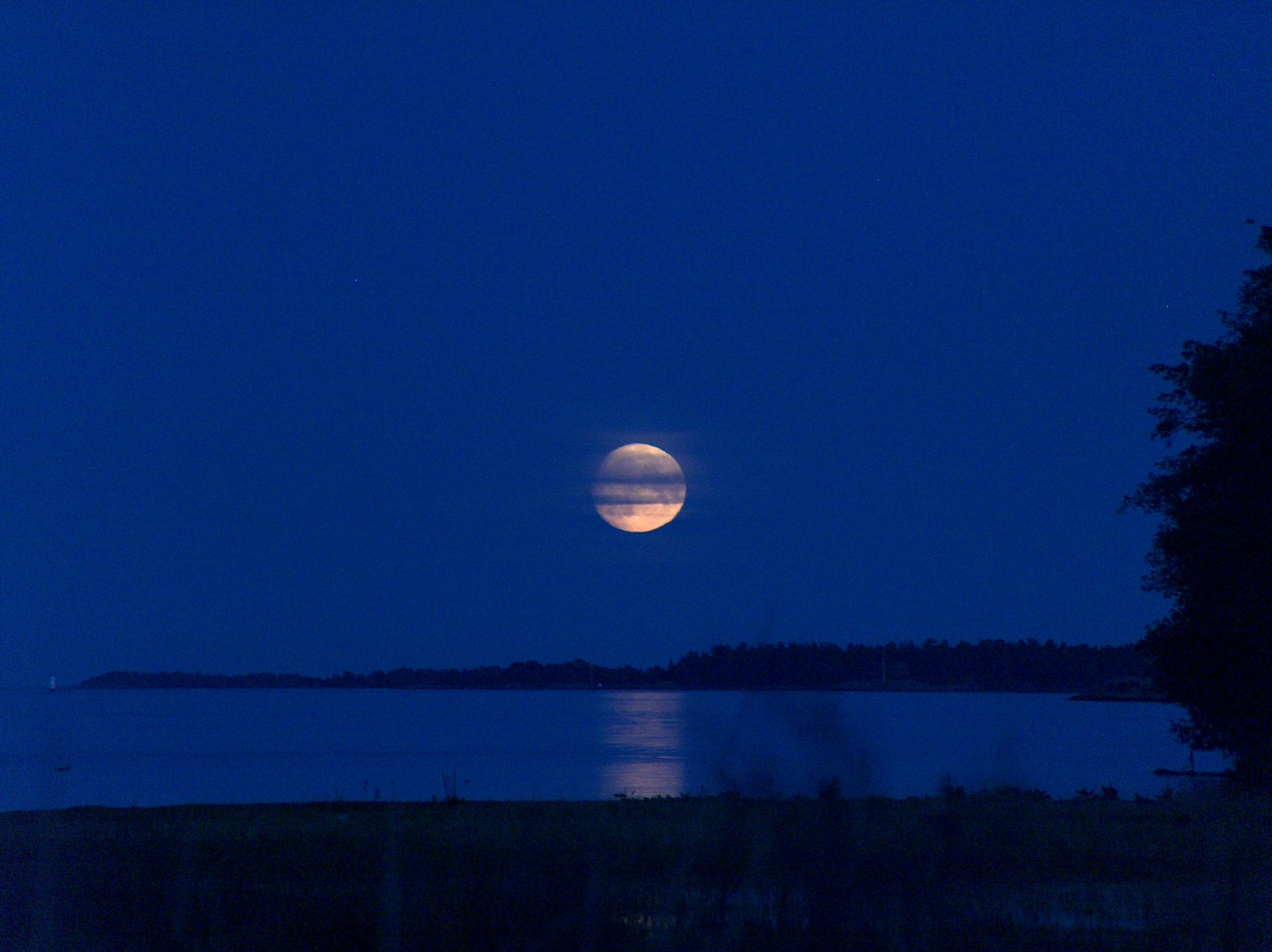
Měsíc v úplňku

Úplněk je jedna z fází Měsíce, kdy je Sluncem osvětlená polokoule celá přivrácená k Zemi. Jeho opakem je nov.

## Charakteristika
V úplňku je Měsíc na opačné straně od Země než Slunce, což nastává v době, kdy nový měsíc má stáří 14,8 dne. Měsíční disk je tak pro pozorovatele ze Země plně osvícen. Ze Země ovšem vidíme neustále stejnou, tzv. přivrácenou stranu Měsíce. Pokud je kolem Měsíce další kolo, říkáme mu měsíční halo, které údajně věstí změnu počasí.
Úplněk je jediná měsíční fáze, za které lze někdy pozorovat zatmění Měsíce. Protože ale oběžná dráha Měsíce kolem Země má jiný sklon než oběžná dráha Země kolem Slunce, Měsíc většinou probíhá nad zemským stínem nebo pod ním. Proto se zatmění Měsíce nevyskytuje při každém úplňku. 
V případě, že se doba úplňku téměř kryje s dobou, kdy je Měsíc v přízemí, nastává tzv. superúplněk, který je o něco větší než většina zbývajících úplňků. Superúplněk není astronomický termín. Poprvé toto označení použil astrolog Richard Nolle v roce 1979. Za superměsíc označil nov nebo úplněk, který nastává ve vzdálenosti menší nebo rovnající se 90 % jeho nejmenší vzdálenosti od Země na dané oběžné dráze. 
Úplňkový Měsíc obyčejně vychází hned po západu Slunce a výrazně osvětluje noční krajinu i oblohu. Při úplňku je výrazně snížena možnost sledování hvězd a jiných nebeských objektů, neboť odražené světlo Měsíce světlo většiny hvězd přezáří.

## Folklór
Úplněk je považován za nejmagičtější fázi měsíce. Vlkodlaci se obvykle právě o úplňku mění do zvířecí podoby. Magické rituály je často nutné provést právě za úplňku. O úplňku je prý víc sebevražd a zranění – ovšem statisticky to prokázáno nebylo.
V indiánských kulturách Severní Ameriky měl úplněk v každém měsíci specifický název, který souvisel s děním v přírodě. Například v lednu nastával vlčí úplněk podle vytí hladových vlků, v dubnu růžový úplněk podle kvetoucích rostlin, v červnu jahodový úplněk, v srpnu kukuřičný úplněk podle sklizně této plodiny.
| Měsíc    | Tradiční název  | Také znám jako               | Symbolika a význam                                                                      |
| -------- | --------------- | ---------------------------- | --------------------------------------------------------------------------------------- |
| Leden    | Vlčí měsíc      | Lednový, Yule, Starý         | Období temna, hladu a vytrvalosti. Vede k dokončování, uzavírání a ochraně domova.      |
| Únor     | Sněžný měsíc    | Bouřkový, Hladový            | Zima vrcholí, čas trpělivosti, vnitřního klidu a očekávání změn.                        |
| Březen   | Vraní měsíc     | Rašící, Mízový, Cukrový      | Známka přicházejícího jara. Probouzí se země i vědomí. Čas otevřenosti a vítání nového. |
| Duben    | Rašící měsíc    | Růžový, Trávový, Vaječný     | Období růstu, vědomého začátku, obrody a energie.                                       |
| Květen   | Květný měsíc    | Květinový, Mléčný, Kukuřičný | Vrchol jarní plnosti a rovnováhy. Symbolizuje harmonii, plodnost a klid.                |
| Červen   | Jahodový měsíc  | Medovinový, Medový           | Vyzývá k ocenění sladkostí života, radosti a letního světla.                            |
| Červenec | Bouřkový měsíc  | Hromový, Senný, Růžový       | Letní dynamika a zvraty. Připomíná nutnost pohybu, odvahy a uvolnění.                   |
| Srpen    | Jeseteří měsíc  | Zelené kukuřice              | Vytrvalost, vědomé rozhodování a vědomá sklizeň výsledků vlastní práce.                 |
| Září     | Dožínkový měsíc | Sklizňový, Ovocný, Ječmenný  | Čas uzavírání, vědomé bilance a poděkování. Příprava na klidnější část roku.            |
| Říjen    | Lovecký měsíc   | Putovní, Umírající trávy     |                                                                                         |
| Listopad | Bobří měsíc     | Mrazivý, Ojíněný, Zasněžený  | Budování zázemí, ochrana, vědomé zpomalení a příprava na zimu.                          |
| Prosinec | Studený měsíc   | Dubový, Yule, Dlouhé noci    | Vnitřní ticho, kontemplace a vědomí cykličnosti času. Uzavírá roční kruh.               |

## Termíny
| datum        | čas h |
| ------------ | ----- |
| 7. leden     | 0     |
| 5. únor      | 19    |
| 7. březen    | 13    |
| 6. duben     | 7     |
| 5. květen    | 20    |
| 4. červen    | 6     |
| 3. červenec  | 14    |
| 1. srpen     | 21    |
| 31. srpen    | 4     |
| 29. září     | 12    |
| 28. říjen    | 22    |
| 27. listopad | 10    |
| 27. prosinec | 2     |